# Gut Wersebe

Rittergut Meyenburg, Herrenhaus (1903)

Das Gut Wersebe (Rittergut Wersebe) in der niedersächsischen Gemeinde Schwanewede, Ortsteil Meyenburg, Meyenburger Damm 27, Ecke Uthleder Straße/Treudel, stammt vom Anfang des 16. und vom 18. und 19. Jahrhundert. Aktuell (2025) wird es zum Wohnen, gewerblich und landwirtschaftlich genutzt.
Die Gebäude stehen wie der Ortskern unter Denkmalschutz (siehe auch Liste der Baudenkmale in Schwanewede).

## Geschichte und Beschreibung
Meyenburg ist nach der Unterwerfung der Bauernrepublik Osterstade 1233 aus einer Sumpfburg entstanden. Meyenburg entwickelte sich aus der Vorburg der ehemaligen zerstörten Wasserburg. 1306 gegründete die Familie von Wersebe das Rittergut. Eine nachbarliche Fehde führte 1429 zur weitgehenden Zerstörung der alten Burg. Die heutige Gutsanlage und die Wassergräben sind Reste dieser ersten Anlage. Der älteste Siedlungsbereich zwischen der Burg und dem Geestrand besteht aus dem südlichen Meyenburger Damm mit Hofanlagen, Kirche St.-Luciae, Pfarrhaus, Schule und Gasthaus.
Das 1504 im Renaissancestil auf alten Grundrissen erneuerte Gutshaus wurde im 18. Jahrhundert baulich ergänzt, der große Gutspark sowie Nebengebäude, insbesondere eine große Zehntscheune und eine Remise, wurden hinzugefügt. Die Anlage im Familieneigentum besteht aus
- dem zweigeschossigen U-förmigen Gutshaus (Herrenhaus), teilweise in Backstein und teilweise in Fachwerk mit Steinausfachungen und mit ziegelgedeckten Krüppelwalmdächern, wobei das Gebäude mehrfach verändert und erweitert wurde:
  - Kernbau von 1504 als zweigeschossiger langgestreckter Backsteinbau mit schmalem östlichen Seitenflügel,
  - Anbau eines Westflügels aus dem 18. Jahrhundert in Fachwerk, der die Anlage zur regelmäßigen Dreiflügelanlage erweiterte,[2]
- der sehr großen Scheune, gebaut im 18. Jahrhundert vermutlich als Zehntscheune und Zweiständer-Hallenhaus in Fachwerk mit Steinausfachungen, mit reetgedecktem Satteldach, Längsdurchfahrt durch die Groote Door sowie Quereinfahrt und Ladeluke,[3]
- der langgestreckten Remise von um 1800 in Fachwerk mit Steinausfachungen, mit ziegelgedecktem Krüppelwalmdach und Quereinfahrten,[4]
- dem Park, teilweise von einer Backsteinmauer eingefasst, mit altem Baumbestand, Rhododendren und Farnen an den Burggräben und weißen Brücken sowie mit der südlichen Einfahrt, von der eine gepflasterte Allee auf das Haupthaus zuführt,[5]
- der Gräfte als Wassergräben um die Anlage und einem Stichgraben an der Nordfassade des Gutshauses,[6]
- und weiteren nicht denkmalgeschützten Anlagen.

Das Landesdenkmalamt befand u. a.: „… Gutshaus und die Wassergräben um die Anlage sind Relikte dieser ersten Anlage …“
Auf dem Gut findet das GartenKultur-Musikfestival Schwanewede statt.
Das Uradelsgeschlecht Wersebe (bis 16. Jh. auch Wersabe) im Bereich des Erzbistums Bremen bzw. Herzogtums Bremen erscheint zuerst urkundlich 1189 mit Luderus de Wersebe. Zweige der Familie bestehen bis heute. Sie hatten und haben in Niedersachsen Eigentum in Axstedt, Bokel, Cassebruch, Harrendorf, Holte, Langwedel, Liethenhoff, Loppersum, Lübberstedt, Meyenburg, Neuenhausen, Sandstedt, Overvelddingen, Uthlede, Voslohe, Woldhöfen und Wurthfleth.